# ラッキー・ヴォイス
ラッキー・ヴォイス（Lucky Voice Private Karaoke）は、イギリスの高級カラオケ店。

## 概要

### 高級個室カラオケ
イギリスの実業家のマーサ・レーン・フォックスや、広告代理店役員のジョニー・ショーなどが中心になり、2005年にロンドンのソーホーに1店目がオープンした。
イギリスでは珍しい高級個室カラオケ店として企画された。経営者の知人のステラ・マッカートニーが什器などのデザインに参加するなど、セレブリティの顧客を得ることに成功した。その後アラブ首長国連邦などにも店舗を広げたが、2024年現在はイギリス国内に数店舗を構える。

### 店名
店名は「ジャパニーズ・イングリッシュ」をテーマに、経営者であるショーの広告代理店の同僚で、現在は外資系金融会社に勤務する日本人が名づけた。なおこの人物は、命名の謝礼として日本におけるフランチャイズ権を得ることとなった。

## 店舗
- ロンドン・ソーホー
- ロンドン・イスリントン
- ホルボーン
- カーディフ
- ブライトン
- マンチェスター

## 主な顧客
- ジェイ・ケイ（ジャミロクワイのボーカリスト）
- ジュード・ロウ
- シエナ・ミラー
- キーラ・ナイトレイ[1]